# R.C. Pro-Am
《R.C. Pro-Am》是一款由英国游戏公司Rare制作和发行的竞速类游戏。 本游戏于1988年在北美地区NES游戏机发行。于1988年4月15日在欧洲地区发行。本游戏后于1992年以《冠军赛 Pro-Am》移植至Sega Genesis。
在《R.C. Pro-Am》中，玩家驾驶着一辆无线电控制的汽车在赛道中与其他三个对手进行竞争。
《電腦遊戲世界》称本游戏为一个引人注目，具有创新的竞速类游戏。本游戏持续收到各大游戏期刊的好评。